# 10-й отдельный отряд специального назначения (Украина)
10-й отдельный отряд специального назначения имени генерал-майора Максима Шаповала (10 ОТСпН) часть специальной разведки, элитное подразделение специального назначения Вооруженных сил Украины. На 2016 год — единственная силовая структура, подчиненная непосредственно 4-й службе специальной разведки Главного управления разведки Министерства обороны Украины. Составляет специальный резерв ГУР МО.

## История
У истоков формирования воинской части А2245 стоял украинский патриот, ветеран и легенда Афганской войны Герой Советского Союза подполковник Ярослав Горошко.

Это единственное подразделение, которое может быть немедленно задействовано за границей Украины: специальное подразделение ГУР МО выполняет широкий спектр задач по защите интересов Украины за ее пределами и обеспечению безопасности её граждан за пределами страны. Отряд состоит исключительно из офицеров, большинство из которых имеют опыт боевых действий. Военнослужащие отряда имеют водолазную, воздушно-десантную, горную подготовку. Дислоцируется в Киеве. Деятельность подразделения держится в тайне.
Среди известных операций отряда:
- Возврат захваченной подразделениями ГРУ России Керченской переправы в Крыму во время Конфликта по острову Тузла[источник не указан 238 дней].

### Война на востоке Украины
С самого начала российской агрессии отряд активно участвует в противостоянии диверсионно-разведывательным группам противника и проведению специальных операций в тылу врага.
При участии отряда в 2015 году был взят в плен бойцов 3-й бригады специального назначения ГРУ

Отряд принимал непосредственное участие в сборе доказательной базы по отношению к российской вооруженной агрессии.
Це завдяки йому Україна обґрунтувала свою позицію в Гаазі про причетність Росії до збройної агресії, а перед цим надала всі такі задокументовані факти дипломатичними каналами та каналами обміну розвідувальною інформацією з розвідувальними органами союзників
Проводились разведывательные рейды в глубокий тыл оккупированных территорий. Отдельные разведывательные операции касались своевременного оповещения о развертывании русской артиллерии, в частности дальнобойной, что значительно снижало потери среди украинских военных и мирного населения  .
7 июня 2017 года, по данным Юрия Бутусова, подразделение военной разведки ликвидировало на оккупированной территории Донбасса одного  руководящих сотрудников спецподразделения «Вымпел» ФСБ РФ полковника Черкашина Юрия , 1972 года рождения, которое отвечало за организацию террористических актов на территории Украины  .
24 июня 2017 с участием отряда была уничтожена диверсионно-разведывательная группа под руководством капитана Вооруженных сил Российской Федерации Александра Щербы. Командир группы и снайпер были ликвидированы в ближнем огневом бою, еще четверо диверсантов задержаны , один из них — гражданин РФ Виктор Агеев, военнослужащий по контракту ВС РФ  . Согласно расследованию ИнформНапалма, Агеев был разведчиком 22-й бригады СПП ГРУ РФ  .
7 сентября 2017 года, на день военной разведки Украины, специальному резерву ГУР было присвоено имя генерал-майора Максима Шаповала .
Бойцы подразделения принимали участие в боях возле Гостомеля, во время Российского вторжения в Украину 2022 года .

### Операции за границей

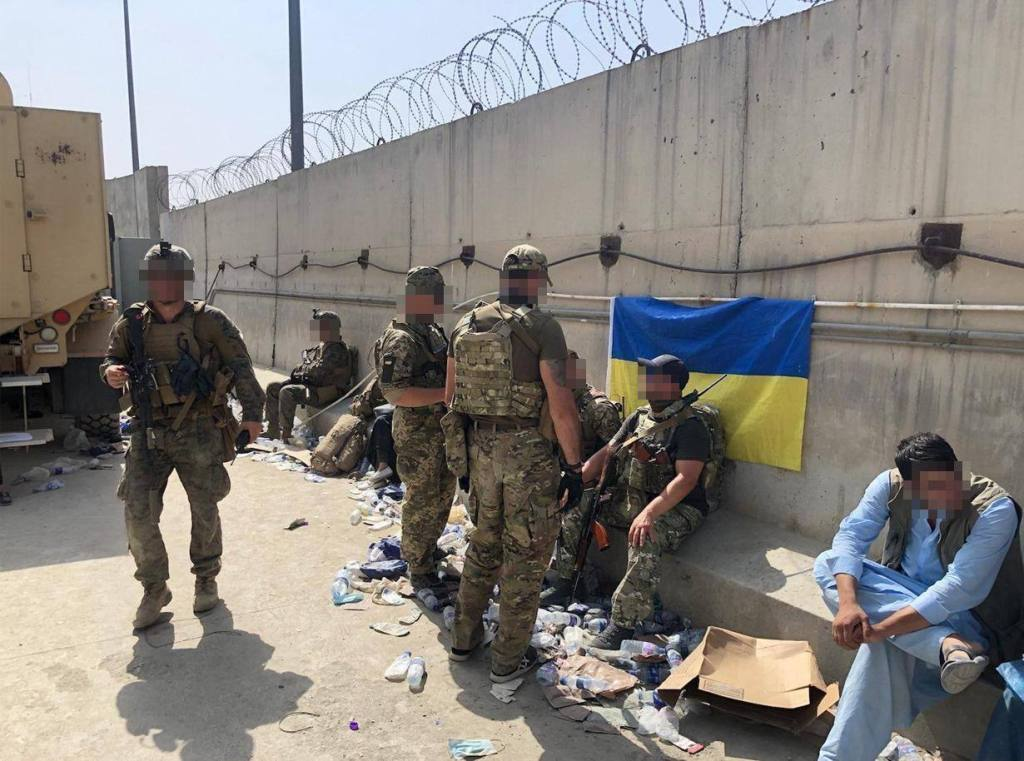
Операторы ГУР МО в аэропорту Кабула

18 августа 2021 из военного сектора аэропорта Борисполь в Кабул с миссией по эвакуации граждан Украины и иностранцев вылетел военно-транспортный самолёт Ил-76МД 25-й бригады транспортной авиации ПС ВСУ с подразделением ГУР МО на борту. Всего самолеты бригады выполнили 6 рейсов и вывезли более 700 граждан разных стран. Спецназовцы по 3 раза в день выходили в Кабул, чтобы найти и привезти граждан, подлежащих эвакуации, в аэропорт Кабула.
26 июня 2022 года британское издание The Times, ссылаясь на двух бойцов, сообщило о диверсионных операциях подразделения на территории России.

## Структура
В составе подразделения 3 сотни специального назначения разной специализации.
- 1 сотня специального назначения
- 2 сотня специального назначения
- 3 сотня специального назначения

## Командование
- подполковник Горошко Ярослав Павлович (1993—1994)
- полковник Галва Вячеслав Анатольевич (????—2010)
- полковник Шаповал Максим Михайлович[18][19] (2013[20] −27.06.2017†)[21][22] [a]

## Потери

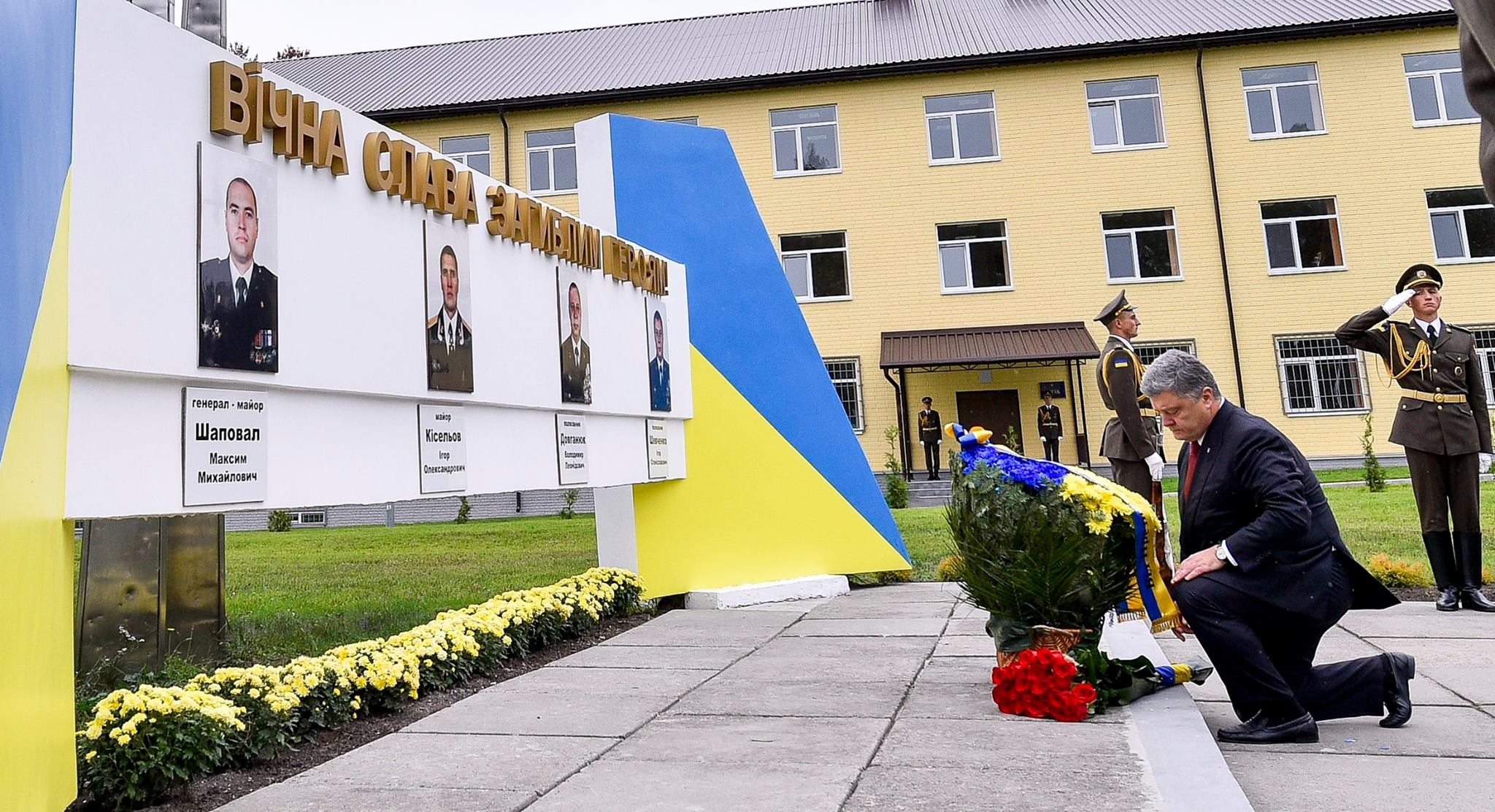
Стела павших. 7 сентября 2017 г.

По состоянию на 7 сентября 2017 года на стеле в гарнизоне подразделения была увековечена память о 4 павших военнослужащих:
- Шаповал Максим Михайлович
- Киселев Игорь Александрович
- Довганюк Владимир Леонидович
- Шевченко Игорь Станиславович
- Гавриленко Иван Михайлович ; 22 апреля 2022